# 宋忠元
宋忠元（1933年—），男，汉族，上海人，中国画家，曾任浙江美术学院副院长、教授，中国美术家协会理事。